# Johann Henrich Ursinus
Johann Henrich Ursinus (né le 26 janvier 1608 à Spire, mort le 14 mai 1667 à Ratisbonne) est un théologien luthérien allemand.

## Biographie
Ursinus est l'aîné de huit enfants. Ses parents sont Johannes Ursinus le Jeune, notaire impérial, procureur du tribunal municipal et greffier de la ville, et sa femme Anna Maria Lützig. Dans sa fonction de notaire, le père voyage dans toute l'Allemagne à la suite des différends entre les différents domaines impériaux, par ex. en 1606 à Brunswick, à l'occasion du siège de la ville, 1609 dans la guerre de Succession de Juliers à Düsseldorf et Juliers, à Göttingen, Landau, Stuttgart, à Lauterbach à cause du différend entre la seigneurie de Riedesel et la principauté épiscopale de Fulda (de) et ailleurs. Ses voyages ne prennent fin qu'avec le déclenchement de la guerre de Trente Ans en 1618. En 1622, son père meurt à l'âge de 39 ans.
Après avoir terminé ses études secondaires à Spire, Johann Henrich s'inscrit comme étudiant à l'université de Strasbourg le 1er mars 1626. À partir de 1627, il est secrétaire et clerc dans une étude notariale. À partir de 1629, en raison de l'incertitude juridique générale causée par la guerre, il revient vivre avec sa mère à Spire et travaille comme précepteur. En 1632, la ville de Spire est prise par les troupes espagnoles et de nombreux protestants, dont Ursinus, fuient la ville en conséquence. Ursinus ne peut pas réaliser son projet de se rendre à Lübeck, où il avait la perspective d'un emploi, car le nord de l'Allemagne est complètement envahi les troupes suédoises et leurs alliés. Dans des conditions matériellement très exiguës, il résiste donc d'abord à Mayence, qui avait déjà été prise en 1631 par les troupes de Gustave II Adolphe. Par ordre du chancelier suédois Axel Oxenstierna, Ursinus est nommé recteur du nouveau lycée protestant de Mayence en 1632. En 1633, Ursinus démissionne de ce poste en raison de la surcharge de travail et envisage initialement de reprendre ses études à Strasbourg. Cependant, il décide d'accepter un pastorat vacant à Weingarten, qu'il occupe la même année. Après la défaite suédoise à la bataille de Nördlingen en 1634, la guerre tourne à nouveau en faveur du côté catholique et Ursinus doit fuir avec plusieurs paroissiens vers Spire, à proximité, où il obtient un poste de prédicateur et d'enseignant en 1635. À partir du 24 février 1643, il est pasteur à l'église Saint-Georges de Spire. Il occupe ce poste jusqu'en 1655, date à laquelle il accepte une offre de Ratisbonne, où il devient surintendant. Il le reste jusqu'à sa mort en 1667 à l'âge de 59 ans.
En 1634, Ursinus épouse Susanna Franken, la fille d'un pasteur, à Weingarten. Elle meurt en 1645 à l'âge de 33 ans, après avoir donné naissance à six enfants, dont trois filles survivent à la petite enfance. Après la mort de sa première femme, Ursinus se remarie la même année et a dix autres enfants avec sa seconde épouse Anna, dont six survivent à l'enfance.

## Œuvre
Surtout pendant son séjour à Ratisbonne, quand il a probablement le temps pour cela pour la première fois, Ursinus développe une activité extraordinairement active en tant qu'auteur d'ouvrages théologiques et d'autres. Dans ses travaux théologiques et polémiques, il cherche à fournir des preuves historiques que l'église luthérienne de son époque suit exactement les instructions de la Bible. Deux de ses ouvrages, Passionale Qvadruplex, publié en 1661, et De Zoroastre Bactriano, publié en 1650, sont mis à l’Index librorum prohibitorum le 28 septembre 1661 et le 22 novembre 1677. Dans le deuxième ouvrage mentionné, Ursinus conclut, grâce à des enquêtes critiques sur les sources, que les œuvres attribuées à Zoroastre et les œuvres du mythique Hermès Trismégiste (le Corpus Hermeticum) ne peuvent pas provenir des temps bibliques, mais doit provenir de néoplatoniciens grecs postérieurs à la naissance du Christ et ne doit donc pas être consulté pour l'exégèse biblique, comme les platoniciens de Cambridge, par exemple, ont essayé de le faire. En 1656, dans Novus Prometheus, il exprime son opposition à la théorie préadamite d'Isaac La Peyrère.
Arboreticum biblicum est publié à Nuremberg en 1663. Dans cet ouvrage, Ursinus tente une « botanique de la Bible », d'écrire un compte-rendu complet des plantes trouvées dans la Bible, en analogie avec Hierozoikon (1663) de Samuel Bochart. Il poursuit dans Continuatio historiae plantarum biblicae publiée en 1665. Dans Silva theologiae symbolae, il traite du contenu symbolique des plantes dans la Bible. Les travaux d'Ursinus sur la botanique biblique sont ensuite supplantés par les travaux de Matthaeus Hiller (Hierophyticon, 1725) et d'Olof Celsius (Hierobotanicon, 1745-1747) puis sont tombés dans l'oubli.
Le genre végétal Ursinia (it) est nommé d'après Ursinus par le botaniste Joseph Gärtner.